# Fortress (Programmiersprache)
Fortress ist eine Programmiersprache, deren Entwicklung von Sun Microsystems initiiert wurde. Die Leitung hat Guy L. Steele, Jr., der schon an der Erstellung der Java Language Specification beteiligt war.

## Geschichte
Fortress wurde ursprünglich wie auch X10 von IBM und Chapel von Cray Inc. im Rahmen des DARPA-Programms High Productivity Computing Systems (HPCS) entwickelt. Der Vertrag wurde allerdings im November 2006 nicht verlängert und Fortress wird jetzt als Open Source weiterentwickelt. Fortress ist als Nachfolger für Fortran gedacht, versucht aber mit der Syntax möglichst nahe an der mathematischen Notation zu bleiben. Deshalb ähnelt die Syntax am meisten der von Scala, Standard ML, und Haskell. Eine erste Implementierung ist für die Java-Plattform in Form eines Interpreters verfügbar. Am 1. April 2008 wurde die Version 1.0 (sowohl Interpreter als auch Spezifikation) veröffentlicht. Dabei wurden viele Dinge aus der Spezifikation gestrichen, um sie mit der Implementierung auf einen Stand zu bringen.
Im Juli 2012 wurde die Entwicklung von Fortress eingestellt.

## Darstellung des Quelltextes
Fortress unterstützt Unicode-Zeichen in Bezeichnern und sieht für zahlreiche Sprachkonstrukte eigene Darstellungsregeln vor.
Beispiele:
| ASCII-Quelltext              | Darstellung                                   |
| ---------------------------- | --------------------------------------------- |
| f(x) = x^2 + sin x - cos 2 x | {\displaystyle f(x)=x^{2}+\sin \ x-\cos \ 2x} |
| a[i]                         | {\displaystyle a_{i}}                         |
| LAMBDA                       | {\displaystyle \Lambda }                      |

## Hallo-Welt-Programm in Fortress
Das folgende Programm gibt Hallo Welt! auf der Standardausgabe aus:
```
component HalloWelt
  export Executable
  run() = print "Hallo Welt!"
end
```